# Rossö, Orusts kommun
Rossö är en bebyggelse på Rossön på södra Orust i Stala socken i Orusts kommun. Från 2015 avgränsar SCB här en småort.